# ديفيد إم. دي ويت
ديفيد إم. دي ويت هو قاضي ومحامي وسياسي أمريكي، ولد في 25 نوفمبر 1837 في باترسون في الولايات المتحدة، وتوفي في 23 يونيو 1912 في كينغستون في الولايات المتحدة. نشط حزبياً في الحزب الديمقراطي. وقد انتخب عضو جمعية ولاية نيويورك ‏ وانتخب عضو مجلس النواب الأمريكي ‏.